# Stips plays Supersister - Present to the highest pudding
Robert Jan Stips plays Supersister – Present to the highest pudding is een livealbum van Robert Jan Stips. Stips werd gevraagd door het Beauforthuis een concert te geven, waarbij hij drie piano's tot zijn beschikking kreeg. Stips gaf op 5 juli 2015 een concert omringd door een Steinway-, Bechstein- en Faziolipiano. Stips speelde muziek stammend uit de periode dat hij deel uitmaakte van de muziekgroep Supersister. De subtitel van het album verwijst naar drie studioalbums van die band:
- Present from Nancy
- To the Highest Bidder en
- Pudding en Gisteren.

De omroep ONS, toen nog Nostalgienet, maakte de opname.
Het album dat zowel een dvd als een cd bevatte stond in 2016 vijf weken in de Dutch DVD Music Top 30 met als hoogste notering plaats nummer 3 met alleen  dvd’s van Monique Smit en André Rieu boven zich. In 2019 kwam het album opnieuw die lijst binnen naar aanleiding van een televisieportret over hem in Het uur van de wolf. 

## Muziek
| Nr. | Titel                                                             | Duur |
| --- | ----------------------------------------------------------------- | ---- |
| 1.  | Present from Nancy (Present from Nancy)                           |      |
| 2.  | Present from Nancy (Memories are new/ 11/8 / Dreaming wheelwhile) |      |
| 3.  | Present from Nancy (Mexico/Meamorphosis/Eight miles high)         |      |
| 4.  | Present from Nancy (Intro Dona nobis pacem)                       |      |
| 5.  | Present from Nancy (Dona nobis pacem)                             |      |
| 6.  | Present from Nancy (She Was Naked)                                |      |
| 7.  | To the Highest Bidder (A girl named you)                          |      |
| 8.  | To the Highest Bidder (No tree will grow)                         |      |
| 9.  | To the Highest Bidder (Energy / higher)                           |      |
| 10. | Pudding en Gisteren (Radio)                                       |      |
| 11. | Pudding & gisteren (Intro Supersiterestsisrepus)                  |      |
| 12. | Pudding engisteren (Supersiterestsisrepus)                        |      |
| 13. | Pudding en gisteren (Psychopath)                                  |      |
| 14. | Pudding en gisteren (Intro Judy goes on holiday)                  |      |
| 15. | Pudding en gisteren (Judy goes on holiday)                        |      |
| 16. | Pudding en gisteren (Intro Pudding en gisteren)                   |      |
| 17. | Pudding en gisteren (Pudding en gisteren)                         |      |